# Blauwe hap
De blauwe hap is de traditionele Indische maaltijd die bij de Nederlandse krijgsmacht op woensdag geserveerd wordt. Over de oorsprong van de naam doen verschillende verhalen de ronde, de meestvoorkomende uitleg is dat de term afkomstig is van de uitdrukking "blauwe" voor mensen met een Indo-achtergrond.
Anno 2025 wordt er op de meeste defensielocaties op woensdag naast andere maaltijdmogelijkheden nog steeds een blauwe hap aangeboden.